# Guruvayoor
Guruvayoor  es una ciudad y  municipio situada en el distrito de Thrissur en el estado de Kerala (India). Su población es de 20510 habitantes (2011). Se encuentra a 24 km de Thrissur y a 86 km de Cochín.

## Demografía
Según el censo de 2011 la población de Guruvayoor era de 20510 habitantes, de los cuales 9614 eran hombres y 10896 eran mujeres. Guruvayoor tiene una tasa media de alfabetización del 96,36%, superior a la media estatal del 94%: la alfabetización masculina es del 97,01%, y la alfabetización femenina del 95,79%.